# Beth Grant
Beth Grant (Gadsden, 18 settembre 1949) è un'attrice statunitense.

## Biografia
Beth Grant è nata a Gadsden in Alabama e ha frequentato la East Carolina University. La sua carriera inizia nel 1979, quando recita in un episodio della serie televisiva Truck Driver. Da quel momento in poi appare sia in produzioni televisive che cinematografiche. Attrice caratterista, è conosciuta principalmente per aver interpretato spesso personaggi conservatori, fanatici religiosi o fissati con le regole.
È apparsa in decine di film, tra cui  Rain Man - L'uomo della pioggia (1988), Il piccolo grande mago dei videogames (1989), Non dirle chi sono (1990), La bambola assassina 2 (1990), Due sconosciuti, un destino (1992), Speed (1994), Scappo dalla città 2 (1994), A Wong Foo, grazie di tutto! Julie Newmar (1995), Il momento di uccidere (1996), Sordid Lives (2000), Donnie Darko (2001), Un sogno, una vittoria (2002), Il genio della truffa (2003), Little Miss Sunshine (2006), La casa degli Usher (2006), Factory Girl (2006), Non è un paese per vecchi (2007), A proposito di Steve (2009) e Crazy Heart (2009).
Durante la sua carriera è apparsa anche in numerose serie televisive, soprattutto come guest star, tra cui Cuori senza età, Delta, Friends, King of the Hill, Sabrina, vita da strega, Angel, X-Files, Malcolm, Prima o poi divorzio!, Giudice Amy, CSI - Scena del crimine, Everwood, Six Feet Under, My Name Is Earl, Jericho, The Office, Sordid Lives: The Series, Criminal Minds e True Blood. Ha inoltre recitato nello stesso ruolo, quello di Marianne Marie Beetle, nelle serie televisive di breve durata Wonderfalls e Pushing Daisies, entrambe create da Bryan Fuller.

## Vita privata
È sposata dal 1985 con l'attore Michael Chieffo, con il quale ha avuto una figlia, Mary.

## Filmografia parziale

### Attrice

#### Cinema
- Rain Man - L'uomo della pioggia (Rain Man), regia di Barry Levinson (1988)
- La bambola assassina 2 (Child's Play 2), regia di John Lafia (1990)
- Linea mortale (Flatliners), regia di Joel Schumacher (1990)
- Due sconosciuti, un destino (Love Field), regia di Jonathan Kaplan (1992)
- La metà oscura (The Dark Half), regia di George A. Romero (1993)
- Speed, regia di Jan de Bont (1994)
- Scappo dalla città 2 (City Slickers II: The Legend of Curly's Gold), regia di Paul Weiland (1994)
- A Wong Foo, grazie di tutto! Julie Newmar (To Wong Foo, Thanks for Everything! Julie Newmar), regia di Beeban Kidron (1995)
- Il momento di uccidere (A Time to Kill), regia di Joel Schumacher (1996)
- Segreti (A Thousand Acres), regia di Jocelyn Moorhouse (1997)
- Il dottor Dolittle (Doctor Dolittle), regia di Betty Thomas (1998)
- Making Sandwiches, regia di Sandra Bullock – cortometraggio (1998)
- Donnie Darko, regia di Richard Kelly (2001)
- Rock Star, regia di Stephen Herek (2001)
- Un sogno, una vittoria (The Rookie), regia di John Lee Hancock (2002)
- Il genio della truffa (Matchstick Men), regia di Ridley Scott (2003)
- Little Miss Sunshine, regia di Jonathan Dayton e Valerie Faris (2006)
- La casa degli Usher (The House of Usher), regia di Hayley Cloake (2006)
- Factory Girl, regia di George Hickenlooper (2006)
- Flags of Our Fathers, regia di Clint Eastwood (2006)
- Southland Tales - Così finisce il mondo (Southland Tales), regia di Richard Kelly (2006)
- Non è un paese per vecchi (No Country for Old Men), regia di Joel ed Ethan Coen (2007)
- Henry Poole - Lassù qualcuno ti ama (Henry Poole Is Here), regia di Mark Pellington (2008)
- Winged Creatures - Il giorno del destino (Winged Creatures), regia di Rowan Woods (2008)
- Dear Lemon Lima - Il diario di Vanessa (Dear Lemon Lima), regia di Suzi Yoonessi (2009)
- Extract, regia di Mike Judge (2009)
- A proposito di Steve (All About Steve), regia di Phil Traill (2009)
- Stolen - Rapiti (Stolen Lives), regia di Anders Anderson (2009)
- Crazy Heart, regia di Scott Cooper (2009)
- In My Sleep, regia di Allen Wolf (2010)
- Operation: Endgame (Rogues Gallery), regia di Fouad Mikati (2010)
- Sedona, regia di Tommy Stovall (2011)
- The Artist, regia di Michel Hazanavicius (2011)
- Blues for Willadean regia di Del Shores (2012)
- As I Lay Dying, regia di James Franco (2013)
- Bad Words, regia di Jason Bateman (2013)
- Aspettando Alex (Alex of Venice), regia di Chris Messina (2014)
- Jackie, regia di Pablo Larraín (2016)
- Lucky, regia di John Carroll Lynch (2017)
- Nostalgia, regia di Mark Pellington (2018)
- Quello che tu non vedi (Words on Bathroom Walls), regia di Thor Freudenthal (2020)
- Vagando nell'oscurità (Wander Darkly), regia di Tara Miele (2020)
- Willy's Wonderland, regia di Kevin Lewis (2021)
- Amsterdam, regia di David O. Russell (2022)

#### Televisione
- La signora in giallo (Murder, She Wrote) – serie TV, episodio 10x19 (1994)
- Friends – serie TV, episodio 1x03 (1994)
- Sabrina, vita da strega (Sabrina, the Teenage Witch) – serie TV, episodi 2x11-2x17-3x10 (1997-1998)
- Angel – serie TV, episodio 2x05 (1999)
- X-Files (The X-Files) – serie TV, episodio 9x07 (2000)
- Malcolm (Malcolm in the Middle) – serie TV, episodi 1x08-4x14 (2000, 2003)
- La signora in giallo - L'ultimo uomo libero (Murder, She Wrote: The Last Free Man), regia di Anthony Pullen Shaw – film TV (2001)
- Prima o poi divorzio! (Yes, Dear) – serie TV, 4 episodi (2001-2004)
- CSI - Scena del crimine (CSI: Crime Scene Investigation) – serie TV, episodio 3x06 (2002)
- Everwood – serie TV, episodi 1x02-1x05-1x19 (2002-2003)
- La libreria del mistero - Il weekend del mistero (Mystery Woman: Mystery Weekend), regia di Mark Griffiths – film TV (2005)
- Jericho – serie TV, 10 episodi (2006)
- My Name Is Earl – serie TV, episodio 2x05 (2006)
- La vita secondo Jim (According to Jim) – serie TV, episodio 7x10 (2008)
- Sordid Lives: The Series – serie TV, 12 episodi (2008)
- The Office – serie TV, episodio 4x13-9x13 (2008, 2013)
- Medium – serie TV, episodio 6x12 (2010)
- Criminal Minds – serie TV, episodio 5x16 (2010)
- A Drop of True Blood – mini episodi TV, episodio 1x05 (2010)
- Modern Family – serie TV, episodio 3x23 (2012)
- Dexter – serie TV, episodio 7x03 (2012)
- Mockingbird Lane – serie TV, episodio 1x01 (2012)
- Grey's Anatomy – serie TV, episodio 9x11 (2013)
- The Mindy Project – serie TV, 79 episodi (2012-2017)
- One Mississippi – serie TV, 4 episodi (2016-2017)
- American Gods – serie TV, episodi 1x01-1x03 (2017)
- Una serie di sfortunati eventi (A Series of Unfortunate Events) – serie TV, episodi 3x01-3x02-3x06 (2019)
- Dollface – serie TV, 18 episodi (2019-2022)
- Golia (Goliath) – serie TV, 5 episodi (2021)
- Grace and Frankie – serie TV, episodio 7x10 (2022)
- Mayfair Witches – serie TV, 5 episodi (2023)
- The Bondsman – serie TV, 8 episodi (2025)

### Doppiatrice
- King of the Hill – serie animata, 11 episodi (1998-2010)
- Rango, regia di Gore Verbinski (2011)
- American Dad! – serie animata, episodio 6x19 (2011)
- Animals. – serie animata, episodio 2x10 (2017)
- Carol e la fine del mondo (Carol & The End of the World) – serie animata, 8 episodi (2023)

## Doppiatrici italiane
Nelle versioni in italiano delle opere in cui ha recitato, Beth Grant è stata doppiata da:
- Graziella Polesinanti in Jackie, Factory Girl, A proposito di Steve, Little Miss Sunshine, Criminal Minds, Golia
- Caterina Rochira in The Mindy Project
- Cristina Noci in Non è un paese per vecchi
- Daniela Caroli in Donnie Darko
- Paila Pavese in Henry Poole - Lassù qualcuno ti ama
- Liliana Jovino in La bambola assassina 2
- Franca Lumachi in Scappo dalla città 2
- Cristina Dian ne La metà oscura
- Cristina Giolitti in Hide
- Isabella Pasanisi in Malcolm (ep. 1x08)
- Serena Verdirosi in Malcolm (ep. 4x14)
- Anna Rita Pasanisi in Grey's Anatomy
- Lorenza Biella in One Mississippi
- Patrizia Giangrand in Lucky
- Melina Martello in The Bondsman

Da doppiatrice è stata sostituita da:
- Graziella Polesinanti in Carol e la fine del mondo